# Heavy Metal Heroes
Heavy Metal Heroes – jest pierwszym długogrającym albumem muzycznym grupy Oz. Wydany w 1982 roku.

## Lista utworów
1. „Hey You” – 4:17
2. „Call from Your Eyes” – 4:24
3. „Runnin' the Line” – 3:36
4. „Rather Knight” – 4:18
5. „Saturday Night” – 3:52
6. „Second–Hand Lady” – 4:14
7. „In the Chains” – 5:19
8. „Capricorn Man” – 3:18

## Twórcy
- Eero Hamalainen – wokal
- Kari Elo – gitara elektryczna
- Tauno Vajavaara – gitara basowa
- Mark Ruffneck 'Pekka Mark' – perkusja
- Stig Börje Forsberg – produkcja
- Acke Gärdebäck – inżynieria dźwięku